# Lège-Cap-Ferret
Lège-Cap-Ferret – miejscowość i gmina we Francji, w regionie Nowa Akwitania, w departamencie Żyronda.
Według danych na rok 1990 gminę zamieszkiwały 5564 osoby, a gęstość zaludnienia wynosiła 59 osób/km² (wśród 2290 gmin Akwitanii Lège-Cap-Ferret plasuje się na 73. miejscu pod względem liczby ludności, natomiast pod względem powierzchni na miejscu 39.).

## Miasta partnerskie
- Úbeda